# Andrena tibetensis
Andrena tibetensis är en biart som beskrevs av Wu 1982. Andrena tibetensis ingår i släktet sandbin, och familjen grävbin. Inga underarter finns listade i Catalogue of Life.